# پیرسقا
پیرسقا یکی از روستاهای استان آذربایجان شرقی است که در دهستان چاراویماق جنوب غربی بخش مرکزی شهرستان چاراویماق واقع شده‌است.این روستا ۱۷۱ نفر جمعیت دارد. چشمه معروفی دارد که سالانه هزاران نفر برای دیدن از آن به آنجا مراجعه می کنند. این چشمه همیشه جاری است در طول 24 ساعت چندین بار برای زمانی حدودا یکساعته باحجم زیادی جاری می شود که این خصیصه آن را جالب و جذاب کرده است جالب است بدانید در ایران فقط همین چشمه این خاصیت را دارا می باشد. در بالادست چشمه آبشاری هم واقع شده که راه دسترسی نسبتا دشواری دارد و در تمام فصول سال جاریست بیشتر کار روستائیان پایین دست چشمه دامداری و باغبانی است. تابستان های معتدل و خنک و زمستان های بسیار سختی دارد     